# José Antonio Millán
José Antonio Millán (Madrid, 1954) és un escriptor i lingüista espanyol.

## Biografia
José Antonio Millán és lingüista, editor (en paper i digital), traductor, articulista i escriptor.
Ha escrit tant literatura infantil com per a adults, a més d'altres obres sobre la llengua castellana o l'edició electrònica i és present en nombroses antologies.
Els seus interessos d'investigació actuals inclouen la llengua, l'edició electrònica i Internet. Ha estat director del Centro Virtual Cervantes i va dirigir la creació del primer diccionari en CD-ROM de la Real Academia Española, entre altres projectes.
Participa sovint organitzant debats i conferències en la Residencia de Estudiantes de Madrid.

## Obres
Novel·les
- El día intermitente (1985).
- Nueva Lisboa (1995)

Llibre de narracions
- Sobre las brasas
- La memoria y otras extremidades
- Manual de urbanidad y buenas maneras en la Red

Sota llicència Creative Commons 
- Nueve Veranos